# Splinter (Album)
Splinter (engl. für: „Splitter“) ist das siebte Studioalbum der US-amerikanischen Punkrock-Band The Offspring. Es erschien am 9. Dezember 2003 über das Label Columbia Records.

## Entstehung und Produktion
Die Band begann nach zwei Jahren an Touraktivitäten zum Vorgängeralbum Conspiracy of One Ende 2002 mit den Arbeiten an Splinter. Von Januar bis August 2003 – die längste Aufnahmezeit bis dahin – wurde es, erneut mit dem Musikproduzent Brendan O’Brien, aufgenommen. Diesmal nutzte man aber andere Aufnahmestudios in Los Angeles und Atlanta. Da Schlagzeuger Ron Welty aus der Band ausgestiegen war, wählte man mit Josh Freese einen Studioschlagzeuger, um sich nach den Aufnahmen nach Ersatz umzusehen. Am 1. April 2003 wurde das Album scherzhaft als Chinese Democrazy angekündigt, eine Parodie auf das lang ausstehende Album Chinese Democracy der Rockband Guns N’ Roses.

## Covergestaltung
Das Albumcover zeigt eine antike weiße Steinstatue, deren Kopf gerade zersplittert. Im Hintergrund sind eine Landschaft, eine Steinsäule und dunkelblauer Himmel zu sehen. Am oberen Bildrand stehen die Schriftzüge The Offspring und Splinter in Weiß bzw. Grau.

## Titelliste
1. Neocon – 1:06
2. The Noose – 3:18
3. Long Way Home – 2:23
4. Hit That – 2:49
5. Race Against Myself – 3:32
6. (Can’t Get My) Head Around You – 2:14
7. The Worst Hangover Ever – 2:58
8. Never Gonna Find Me – 2:38
9. Lightning Rod – 3:20
10. Spare Me the Details – 3:24
11. Da Hui – 1:42
12. When You’re in Prison – 2:35

mp3-Bonussongs
1. The Kids Aren’t Alright (Island Style) – 5:08
2. When You’re in Prison (Instrumental) – 2:34

## Kommerzieller Erfolg

### Chartplatzierungen und Singles
| Professionelle Bewertungen | Professionelle Bewertungen |
| -------------------------- | -------------------------- |
| Kritiken                   |                            |
| Quelle                     | Bewertung                  |
| laut.de                    | [ 5 ]                      |
| Rolling Stone              | [ 6 ]                      |
| allmusic                   | [ 7 ]                      |

Splinter erreichte Platz 31 der deutschen Albumcharts und konnte sich 15 Wochen in den Top 100 halten.
Als Singles wurden die Lieder Hit That, (Can’t Get My) Head Around You und Spare Me the Details ausgekoppelt.
| ChartsChartplatzierungen       | Höchstplatzierung | Wochen |
| ------------------------------ | ----------------- | ------ |
| Deutschland (GfK)              | 31 (15 Wo.)       | 15     |
| Österreich (Ö3)                | 10 (16 Wo.)       | 16     |
| Schweiz (IFPI)                 | 13 (17 Wo.)       | 17     |
| Vereinigte Staaten (Billboard) | 30 (21 Wo.)       | 21     |
| Vereinigtes Königreich (OCC)   | 27 (10 Wo.)       | 10     |

| ChartsJahrescharts (2004)      | Platzierung |
| ------------------------------ | ----------- |
| Schweiz (IFPI)                 | 80          |
| Vereinigte Staaten (Billboard) | 155         |

### Auszeichnungen für Musikverkäufe
Das Album wurde in den Vereinigten Staaten 2004 für mehr als 500.000 verkaufte Einheiten mit einer Goldenen Schallplatte ausgezeichnet. Ebenfalls Gold erhielt Splinter in der Schweiz sowie im Vereinigten Königreich.
| Land/Region                  | Auszeichnungen für Musikverkäufe (Land/Region, Auszeichnung, Verkäufe) | Verkäufe |
| ---------------------------- | ---------------------------------------------------------------------- | -------- |
| Australien (ARIA)            | Platin                                                                 | 70.000   |
| Frankreich (SNEP)            | Gold                                                                   | 100.000  |
| Japan (RIAJ)                 | Gold                                                                   | 100.000  |
| Neuseeland (RMNZ)            | Gold                                                                   | 7.500    |
| Schweiz (IFPI)               | Gold                                                                   | 20.000   |
| Vereinigte Staaten (RIAA)    | Gold                                                                   | 500.000  |
| Vereinigtes Königreich (BPI) | Gold                                                                   | 100.000  |
| Insgesamt                    | 6× Gold · 1× Platin ·                                                  | 897.500  |

Hauptartikel: The Offspring/Auszeichnungen für Musikverkäufe